# Bank of the West Classic 1995
Il Bank of the West Classic 1995 è stato un torneo di tennis giocato sul sintetico indoor. È stata la 25ª edizione del torneo, che fa parte della categoria Tier II nell'ambito del WTA Tour 1995. Si è giocato a Oakland negli Stati Uniti, dal 30 ottobre al 5 novembre 1995.

## Campionesse

### Singolare
Magdalena Maleeva ha battuto in finale  Ai Sugiyama con il punteggio di 6–3, 6–4

### Doppio
Lori McNeil /  Helena Suková hanno battuto in finale  Katrina Adams /  Zina Garrison con il punteggio di 3–6, 6–4, 6–3